# Afurar
Afurar (arab. افورار, fr. Afourar) – miasto w Maroku, w regionie Bani Mallal-Chunajfira. W 2014 roku liczyło ok. 13,2 tys. mieszkańców.